# Boreconia
Boreconia este un gen de molii din familia Lymantriinae.